# Paragwajskie Siły Powietrzne
Siły Powietrzne Paragwaju (Fuerza Aérea de Paraguay, FAP) stanowią samoloty otrzymane w latach 1980–1982. Były to samoloty przeciwpartyzanckie typu Emaber EMB-326GB Xavante. Swoją bazę mają w Campo grande w Asunción. Innym wyposażeniem armii paragwajskiej jest niewielka grupa samolotów North American AT-6G Texan oraz samoloty typu Douglas C-47 Dakota i CASA C-212 Aviocar i Convair C-131D Samaritan. W paragwajskiej armii służą także obecnie Embraery EMB-312 Tucano.